# Call of Duty: Modern Warfare 2
Call of Duty: Modern Warfare 2 (znana też jako Modern Warfare 2 lub Call of Duty 6) – osadzona w realiach konfliktów współczesnych gra komputerowa z gatunku strzelanek pierwszoosobowych, wyprodukowana przez amerykańskie studio Infinity Ward i wydana w 2009 roku przez Activision. Jej premiera odbyła się w wersjach na konsole Xbox 360 oraz PlayStation 3 oraz komputery osobiste z systemem operacyjnym Microsoft Windows. Jest to szósta część serii gier Call of Duty, a zarazem bezpośredni sequel Call of Duty 4: Modern Warfare, oparty na tej samej fabule, którą zwieńczyła Call of Duty: Modern Warfare 3. Odpowiednikiem Modern Warfare 2 na konsolę Nintendo DS była gra Call of Duty: Modern Warfare: Mobilized produkcji n-Space.
Akcja Call of Duty: Modern Warfare 2 rozgrywa się w trójwymiarowym środowisku wzorowanym na świecie współczesnym grze. Po wydarzeniach z Call of Duty 4: Modern Warfare w ogarniętej wojną domową Rosji władzę zdobywają siły ultranacjonalistyczne, które aranżują zamach terrorystyczny na moskiewskim lotnisku, aby uzasadnić swój plan inwazji na Stany Zjednoczone. Podczas gdy armia amerykańska odpiera atak, specjalna międzynarodowa jednostka o nazwie Task Force 141 otrzymuje rozkaz wytropienia przywódcy terrorystów, Władimira Makarowa.
W kampanii przeznaczonej dla jednej osoby gracz wciela się w kilku różnych żołnierzy, wykonując zadania oparte na eliminacji przeciwników, destrukcji wrogiej infrastruktury oraz obronie zajętych pozycji. Działania wojenne toczą się między innymi w Afganistanie, Rio de Janeiro, na terenie Stanów Zjednoczonych i Rosji. Oprócz kampanii dostępne są tryb współpracy polegający na zaliczaniu misji przez kilka osób oraz rozbudowany tryb rozgrywki wieloosobowej, oparty podobnie jak w pierwowzorze na systemie nagród i punktach doświadczenia.
Modern Warfare 2 została pozytywnie przyjęta przez anglosaską krytykę, zbierając pochwały przede wszystkim za mechanikę trybu wieloosobowego oraz profesjonalne prowadzenie akcji. Przedmiotem krytyki stała się jednak fabuła gry, uznawana przez część recenzentów za chaotyczną i niepoprawnie skonstruowaną. Kontrowersje wywołała wśród części odbiorców scena masakry ludności cywilnej na moskiewskim lotnisku. Nie przeszkodziło to jednak Modern Warfare 2 w odniesieniu sukcesu komercyjnego: do 2010 roku sprzedano 20 milionów egzemplarzy dzieła Infinity Ward, niemniej po jej wydaniu studio częściowo się rozpadło na skutek konfliktu jego przedstawicieli z szefostwem Activision.

## Fabuła

### Postacie
Podczas kampanii jednoosobowej gracz kontroluje pięć różnych postaci. Przez większość czasu gry gracz wciela się w młodszego sierżanta Gary’ego „Roach” Sandersona, członka elitarnej, międzynarodowej jednostki antyterrorystycznej znanej jako Task Force 141. Jednak gracz rozpoczyna grę, kontrolując starszego szeregowego Josepha Allena, rangera stacjonującego w Afganistanie. Ten później wyrusza na tajną misję w Rosji dla CIA pod pseudonimem „Aleksiej Borodin”. Szeregowy James Ramirez, członek 1. Batalionu 75. Pułku Rangerów, jest kierowany przez gracza podczas obrony wschodniego wybrzeża Stanów Zjednoczonych przeciwko inwazji rosyjskiej. John „Soap” MacTavish staje się postacią kierowaną przez gracza w ostatnich trzech misjach. Po pięciu latach od wydarzeń w Call of Duty 4 został awansowany na kapitana w Special Air Service. Obecnie dowodzi większością Task Force 141 i jej operacjami polowymi, będąc dowódcą Sandersona. Gracz ponadto na krótko wciela się w nieznanego astronautę Międzynarodowej Stacji Kosmicznej w trakcie spaceru kosmicznego poprzedzającego wybuch stacji.
Kilku bohaterów niezależnych odgrywa znaczącą rolę w fabule. Wspomniany wyżej kapitan John „Soap” MacTavish (głosu użyczył mu Kevin McKidd) jest przez większość gry poza kontrolą gracza i odgrywa rolę wyższego oficera i mentora Roacha. Kapitan John Price (głosu użyczył mu Billy Murray) również powraca z Call of Duty 4, by pomagać Task Force 141 pod MacTavishem, Roachem i innymi członkami, którzy ocalili go z rosyjskiego gułagu. Innym ważnym członkiem jednostki jest tajemniczy sierżant Simon „Ghost” Riley (głosu użyczył mu Craig Fairbrass, który grał także Gaza w Call of Duty 4), który skrywa swą twarz za kominiarką z wydrukowaną czaszką. Sierżant Foley (głosu użyczył mu Keith David) wraz ze swym podwładnym, kapralem Dunnem (głosu użyczył mu Barry Pepper), początkowo jest dowódcą drużyny Josepha Allena podczas misji w Afganistanie, a potem staje się dowódcą drużyny Jamesa Ramireza w Stanach Zjednoczonych. Nikołaj, rosyjski informator z Call of Duty 4, powraca, by pomóc Task Force 141 w kilku punktach fabuły. Generał broni Shepherd (głosu użyczył mu Lance Henriksen) jest dowódcą zarówno Task Force 141, jak i rangerów, a potem staje się w grze antybohaterem po tym, jak zdradza członków Task Force pod koniec gry. Władimir Makarow, były protegowany Imrana Zachajewa (głównego wroga w Call of Duty 4), jest głównym czarnym charakterem przez większość czasu fabuły.

### Streszczenie
Siły lojalistyczne wspierane przez United States Marine Corps i Special Air Service wygrały pierwszy etap wojny domowej w Rosji, lecz bliżej nieokreślone przemiany społeczne w tym kraju doprowadziły w następnych latach do bezkrwawego przejęcia struktur państwowych przez ultranacjonalistów. Naród rosyjski znienawidził Stany Zjednoczone i Wielką Brytanię, a nowy rząd ogłosił Imrana Zachajewa, przywódcę Partii Ultarnacjonalistycznej zabitego przez komandosów SAS w poprzedniej odsłonie gry, bohaterem oraz męczennikiem, wznosząc jego pomnik na środku Placu Czerwonego. Tymczasem Władimir Makarow, jeden z byłych współpracowników Zachajewa, prowadził kampanię przeciw Zachodowi poprzez wspieranie zamachów terrorystycznych przez około pięć lat.
W Afganistanie ranger US Army, starszy szeregowy Joseph Allen, uczestniczy w akcji odbicia miasta uprzednio opanowanego przez talibów. Będąc pod wrażeniem zdolności bojowych Allena, generał broni Shepherd werbuje go do Task Force 141, elitarnej międzynarodowej jednostki antyterrorystycznej pod jego komendą. Tymczasem dwaj inni członkowie Task Force 141, kapitan John „Soap” MacTavish i sierżant Gary „Roach” Sanderson, infiltrują rosyjską bazę lotniczą w górach Tienszan, by odzyskać moduł Attack Characterization System (ACS) z uziemionego satelity.
Allen zostaje później wysłany na tajną misję w Rosji dla CIA pod tajnym nazwiskiem Aleksiej Borodin, dołączając do Makarowa w masakrze cywili na Międzynarodowym Lotnisku im. Imrana Zachajewa w Moskwie. Makarow uświadamia sobie tożsamość Allena i zabija go podczas ekstrakcji, zostawiając za sobą jego ciało, by znaleźć pretekst do wywołania wojny między Rosją a Stanami Zjednoczonymi. Wzburzona po wiadomości o rzekomo wspieranym przez Amerykanów ataku terrorystycznym, Rosja bierze odwet w niespodziewanej masowej inwazji na Stany Zjednoczone po obejściu ich przestarzałego systemu ostrzegania, wyjawiając, że moduł ACS został już zneutralizowany przez Rosjan przed jego odzyskaniem. Sierżant Foley przewodzi drużynie rangersów z szeregowym Jamesem Ramirezem w składzie, podczas obrony przedmieść bliżej nieokreślonego miasta w północno-wschodniej Wirginii przeciwko inwazji. Potem przystępują do walk w Waszyngtonie, gdzie siły amerykańskie walczą z Rosjanami o kontrolę nad stolicą.
W tym czasie Task Force 141 poszukuje dowodów, które wskazują na Makarowa jako organizatora masakry na lotnisku, jak również zabójcy Allena. Wywiad prowadzi jednostkę do faveli w Rio de Janeiro, gdzie drużyna śledzi kontakt Makarowa, handlarza bronią Alejandro Rojasa. Tam żołnierze dowiadują się od Rojasa, że największy wróg Makarowa, znany jako Więzień nr 627, jest więziony w rosyjskim gułagu na wschodzie Pietropawłowska Kamczackiego. Task Force 141 atakuje obóz i zdoła uwolnić 627, który okazuje się być kapitanem Price’em. Price zgadza się udzielić pomocy 141 i Shepherdowi w tropieniu Makarowa, lecz argumentuje, iż wojna w Ameryce musi się skończyć, zanim 141 zacznie działać. W tym celu przewodzi 141 w rajdzie na rosyjski port na Kamczatce, aby zyskać kontrolę nad łodzią podwodną wyposażoną w głowice nuklearne. Price używa okrętu do odpalenia pocisku nuklearnego w kierunku Waszyngtonu. Ustawia głowicę do detonacji nad atmosferą ziemską, ale odpalając ją, niszczy Międzynarodową Stację Kosmiczną. Wybuch wytwarza impuls elektromagnetyczny, który uszkadza pojazdy i wyposażenie elektroniczne po obu stronach, co daje Amerykanom przewagę. Tymczasem Foley i jego drużyna zmierzają do Białego Domu. Tam otrzymują przekaz informujących ich, że siły lotnicze przygotowują się do nalotu dywanowego na całe miasto, by pozbawić Rosjan mocnej pozycji. Drużyna Foleya chroni się na dachu Białego Domu i ustawia flary chroniące ją przed atakiem lotniczym. Po nalocie na innych punktach orientacyjnych też pojawiają się flary, co oznacza, że miasto nadal jest w posiadaniu Amerykanów.
Po sprecyzowaniu kryjówek Makarowa do dwóch oddzielnych miejsc, Task Force 141 decyduje o podzieleniu się. Price i Soap podróżują do opuszczonego lotniska w Afganistanie, podczas gdy Roach i Ghost atakują zabezpieczony dom Makarowa na granicy gruzińsko-rosyjskiej. W domu Roach i jego drużyna uzyskują istotne informacje z komputera Makarowa i ewakuują się. Jednak, gdy docierają do punktu zbiórki, Shepherd zdradza ich i zabija, po czym zalewa ciała benzyną i podpala. Price i Soap szybko dowiadują się o zdradzie Shepherda i opuszczają miejsce bitwy między Shepherdem a ludźmi Makarowa z pomocą Nikołaja. Price kontaktuje się z Makarowem przez wolny kanał radiowy i zawiera porozumienie dotyczące konieczności zabicia Shepherda. Makarow niechętnie ujawnia położenie górskiej bazy Shepherda w Afganistanie. Price i Soap dokonują rajdu na bazę, próbując wziąć odwet na Shepherdzie w samobójczej misji. Podczas infiltracji Shepherd niszczy bazę, używając systemu autodestrukcji, po czym próbuje uciec i następuje pościg w łodzi.
W finale pościgu Shepherd wchodzi na pokład helikoptera, jednak Price strzela w wirnik śmigłowca, ściągając go na ziemię. Price i Soap spadają wraz z nurtem wodospadu. Po podniesieniu się z upadku oszołomiony Soap podąża za Shepherdem i próbuje go zabić. Shepherd ciska Soapem o zardzewiały samochód, dźga go w klatkę piersiową i zamierza go zabić za pomocą rewolweru. W ostatniej chwili Price atakuje Shepherda i obaj walczą ze sobą na pięści. Soapowi udaje się wyciągnąć nóż z piersi, po czym rzuca nim w Shepherda, trafiając w lewe oko i zabijając go. Price sprawdza rany Soapa, po czym w śmigłowcu przybywa zamierzający ich uratować Nikołaj, pomimo wcześniejszej porady Price’a, by ich nie ratować. Nikołaj ostrzega ich, że będą ścigani, lecz Price nalega, żeby Soap otrzymał pomoc medyczną. Nikołaj wspomina, że zna bezpieczne miejsce, gdzie mogą się ukryć.

## Rozgrywka

### Kampania
Podczas kampanii jednoosobowej gracz wciela się w różne postaci, wielokrotnie zmieniając perspektywę w miarę postępu fabuły.
Każdy poziom to misja, w której gracz ma wyznaczone kilka celów. Są one wyświetlone na głównym panelu, który oznacza kierunek i odległość od niektórych celów. Gdy gracz otrzymuje obrażenia, gra pokazuje krew na ekranie. Zdrowie gracza regeneruje się po chwili. Zadania różnią się w swych wymaganiach – gracz musi na przykład przybyć do określonego punktu kontrolnego, wyeliminować wrogów w określonym miejscu, obronić dany cel lub umieścić ładunki wybuchowe na wrogich instalacjach. Graczowi towarzyszą sprzymierzone siły, którym nie można wydać rozkazu. W trakcie kampanii można zbierać wrogie laptopy zawierające informacje wywiadowcze.

### Tryb kooperacji
Call of Duty: Modern Warfare 2 oferuje tryb kooperacji zwany Special Ops, który składa się z niezależnych misji zaprojektowanych podobnie jak misja końcowa z Call of Duty 4. Te misje mają miejsce w różnych lokacjach z trybu kampanii, lecz nie są podobne do tych z trybu gry jednoosobowej. W trybie Special Ops mogą grać najwyżej dwie osoby w sieci lokalnej lub przez Internet. Załączone scenariusze zawierają wyścig na skuterach śnieżnych między dwoma graczami, współpracę między siłami powietrznymi a lądowymi, zdobycie terenu ogrodzonego oraz eliminację określonej liczby żołnierzy w danym czasie.
Special Ops jest podzielony na pięć oddzielnych grup misji: Alpha, Bravo, Charlie, Delta i Echo. Każdą misję można rozgrywać na trzech poziomach trudności. Pomyślne ukończenie misji skutkuje przyznaniem graczowi gwiazd; ich zdobyta liczba zależy od wybranego poziomu trudności. Im więcej gwiazd zdobył gracz, tym więcej misji zostaje odblokowanych.

### Gra wieloosobowa
Tryb gry wieloosobowej z Modern Warfare 2 zachowuje taki sam system punktów doświadczenia i nagród do odblokowania, jak w Call of Duty 4. Obsługiwane warianty rozgrywki to Free-For-All, Search & Destroy, Demolition, Sabotage, Domination, Team Deathmatch i Capture The Flag. W miarę postępów w grze gracz otrzymuje nowe uzbrojenie, wyposażenie oraz dodatki, jak również awansuje w hierarchii. W Modern Warfare 2 wprowadzono kilka nowości. Gracz może wybrać rodzaje dostępnego wsparcia, które zostaje aktywowane w przypadku zabicia kilku bądź kilkunastu przeciwników z rzędu. Gracze po dokonaniu określonej liczby zabójstw zyskują dostęp do taktycznego ataku jądrowego. Strona, która go wywoła, wygrywa rundę. Kolejną nowością jest możliwość szybkiego wyboru nowego gospodarza meczu, jeżeli poprzedni opuści rozgrywkę. W niektórych wariantach rozgrywki wprowadzono też możliwość gry z perspektywy trzeciej osoby.
W wersji gry na Xboksa 360 wyłączono możliwość pogawędek z innymi graczami w czasie rozgrywki. Ta decyzja, mająca promować współpracę pomiędzy członkami drużyn, wywołała kontrowersje wśród społeczności Xbox Live. W wersji na komputery osobiste Infinity Ward zdecydowało się na wprowadzenie nowej usługi tworzenia meczów: IWNET-u zintegrowanego z platformą Steam. Ten system jest podobny do konsolowej wersji IWNET-u. Usunięto obsługę serwerów dedykowanych, co uniemożliwiło używanie modyfikacji lub map stworzonych przez użytkowników. Wywołało to kontrowersje wśród wielu graczy, którzy wysłali petycję do Infinity Ward o przywrócenie serwerów dedykowanych Od czasu, gdy tryb gry wieloosobowej działa poprzez Steam, system przeciwko oszustwom PunkBuster, używany w poprzednich grach z serii, został zastąpiony przez Valve Anti-Cheat. Na dodatek wersja na komputery osobiste, tak samo jak konsolowa, udostępnia rozgrywkę najwyżej do 18 graczy jednocześnie.

## Tworzenie
Modern Warfare 2 początkowo była projektowana pod nazwą roboczą Call of Duty 6. Gra została po raz pierwszy zapowiedziana 3 grudnia 2008 roku przez Activision, pod nazwą Call of Duty: Modern Warfare 2. Activision następnie wycofał swoje ogłoszenie, twierdząc, że jakakolwiek informacja o nadchodzącej Call of Duty jest oparta wyłącznie na przypuszczeniach. Infinity Ward wtedy zapewniło, że nie potwierdziło oficjalnie swojego najnowszego projektu. 11 lutego 2009 roku Activision oficjalnie ogłosił, że trwają prace na Modern Warfare 2 i ustalił orientacyjną datę wydania na lato roku 2009. Gra została przetestowana w ramach wewnętrznej bety przez twórców gry. Podczas gdy Call of Duty 4 i Call of Duty: World at War były poprzedzone przez publiczne wersje beta gry wieloosobowej, taka wersja nie została wydana dla Modern Warfare 2. Zarządca ds. społeczności Robert Bowling tłumaczył to tym, że publiczna beta nie była potrzebna, skoro wewnętrzna nie wywołała odpowiednich reakcji.
Infinity Ward ogłosiło w październiku 2009 roku, że wersja komputerowa Modern Warfare 2 nie będzie wspierała serwerów dedykowanych ani komend do wpisania w konsolę gry. Ogłoszenie to wywołało negatywne komentarze niektórych graczy PC, co było ostrzeżeniem dla Infinity Ward za nieuwzględnianie ich zdania. W studiu wysunięto pomysł, iż zakończenie Modern Warfare 2 powinno być negatywne, żeby produkcja sequela była łatwiejsza. W wywiadzie ze scenarzystą gry Jessem Sternem, ten przyznał, że wśród możliwych zakończeń rozważał wybuchy, użycie wirusów, wojnę chemiczną, a nawet atak obcych istot lub żywych trupów. Stern wspominał, że na kształt gry wpłynęły wojna w Osetii Południowej oraz zamach terrorystyczny w Mumbaju w 2008 roku.

### Udźwiękowienie
20 sierpnia 2009 roku Robert Bowling wyjawił na Twitterze, że potwierdzono udział aktorów głosowych Kevina McKidda, Craiga Fairbrassa, Barry’ego Peppera, Keitha Davida i Glenna Morshowera. Raper 50 Cent użyczył głosu jednej z postaci w trybach gry wieloosobowej i Special Ops. Motyw muzyczny dla Call of Duty: Modern Warfare 2 wykonał niemiecki kompozytor Hans Zimmer, a ścieżkę dźwiękową do gry skomponował Lorne Balfe. Album ze ścieżką dźwiękową, zawierający 17 utworów, został wydany w Stanach Zjednoczonych 1 czerwca 2010.

### Silnik gry
Gra jest oparta na autorskim silniku IW 4.0, zmodyfikowanym w stosunku do oryginalnej wersji z Call of Duty 4. Infinity Ward przy jego edycji skupiło się na problemie wrogów, którzy odradzają się nieustannie w różnych miejscach etapu. Twórcy zademonstrowali użycie przez silnik gry „dynamicznej sztucznej inteligencji”, która zastępuje system nieskończonego odradzania się. Nowa technologia pozwala wrogom na inteligentne wyszukiwanie i okrążanie gracza podczas etapu, jak również na zmianę zachowania w trakcie walki. Gracz nie może więc spodziewać się, że przeciwnicy pojawią się ponownie w ustalonym miejscu, gdyż przy każdej kolejnej próbie przejścia etapu będą zachowywać się inaczej.

## Promocja i wydanie gry
25 marca 2009 roku na ceremonii Game Developer Choice Awards w San Francisco został pokazany reklamowy zwiastun gry. Opublikowano go później na stronie Infinity Ward. Druga reklama ukazała się 10 maja 2009 roku i przedstawiała elementy rozgrywki takie, jak jazda na skuterach śnieżnych i akcje pod wodą. W reklamie podano, że informacje o grze zostaną ujawnione w amerykańskiej telewizji TNT 24 maja 2009 roku. Ujawniono długi zwiastun, który pokazywał sekwencje z rzeczywistych scen w grze i walki; został on następnie udostępniony na oficjalnej stronie Modern Warfare 2. Czwarty zwiastun został wydany 27 lipca 2009 roku i pokazywał pierwszy materiał filmowy z trybu gry wieloosobowej. 4 października 2009 roku ukazał się drugi długi zwiastun z gry, ujawniający, że część gry będzie miała miejsce w zniszczonym wojną Waszyngtonie.
Zewnętrzny wytwórca sprzętu Mad Catz nawiązał współpracę z Activision w celu stworzenia linii kontrolerów i osprzętu do Modern Warfare 2 na wszystkie platformy, na jakie gra miała być dostępna. Activision twierdził w swym raporcie kwartalnych zarobków, że zamówienia przedpremierowe gry stanowią największą liczbę w przypadku jakiejkolwiek gry wydawcy. We wrześniu 2009 roku wytwórca napojów energetyzujących Monster Energy nawiązał współpracę z Activision – w zamian za wpisanie kodów widniejących na opakowaniach napojów użytkownicy mogli otrzymać na przykład Xboksa 360 lub kod do pakietu map do Modern Warfare 2.

### Tytuł
Pierwszy zwiastun reklamowy potwierdzał, że tytuł gry został oficjalnie (i początkowo) skrócony z Call of Duty: Modern Warfare 2 do Modern Warfare 2. Activision potwierdził jednak później, że opakowanie standardowej edycji Modern Warfare 2 będzie zawierało logo Call of Duty, aby uwidocznić powiązanie gry z serią Call of Duty. Pojawiły się spekulacje twierdzące, że na tę decyzję miały wpływ badania, które potwierdzały, że świadomość marki byłaby zauważalnie niższa bez logo Call of Duty. Jednakże twórcy dalej wolą nazywać grę po prostu Modern Warfare 2, gdyż uważają ją za nową własność intelektualną.

### Wersje pudełkowe
Modern Warfare 2 na platformach PlayStation 3 i Xbox 360 ukazała się w czterech wersjach: Standard, Hardened, Veteran i Prestige. Standardowa edycja składa się z gry oraz instrukcji i jest to jedyna wersja dostępna na platformę Microsoft Windows. Edycja Hardened składa się z gry i instrukcji (które są zapakowane w stalowej skrzynce), książki ze szkicami koncepcyjnymi oraz kuponu, który pozwala na pobranie Call of Duty Classic, wersji oryginalnej gry Call of Duty w wysokiej rozdzielczości, z Xbox Live Arcade lub PlayStation Store (Classic została wydana samodzielnie 2 grudnia 2009 roku). Edycja Prestige zawiera wszystkie elementy wersji Hardened, ale zawiera także egzemplarz w pełni funkcjonującego noktowizora z wydrukowanym logo Modern Warfare 2 i głową postaci „Soapa” MacTavisha.
15 września 2009 roku Activision i Microsoft wspólnie ogłosiły wydanie specjalnej, limitowanej wersji Modern Warfare 2 na Xboksa 360 z dyskiem twardym o pojemności 250 GB. Taki egzemplarz zawiera dwa kontrolery bezprzewodowe i słuchawki. 18 września brytyjski detalista GAME ogłosił wydanie edycji Veteran gry Modern Warfare 2, która została opublikowana jedynie w Wielkiej Brytanii. Zawierała 30,5-centymetrowy posążek „Soapa” MacTavisha z wymienną bronią; posiada również tę samą zawartość co edycja Hardened.

### Zawartość do pobrania
W sierpniu 2009 roku prezes Activision Mike Griffith ogłosił, że do Modern Warfare 2 zostaną wydane dwa pakiety map do pobrania. Na targach E3 2009 przedstawiciele Microsoft potwierdzili, że te pakiety będą dostępne na początku w wersji na Xboksa 360, przez Xbox Live. Robert Bowling stwierdził, że odebranie przez społeczność gry i pierwszych dziesięciu pakietów map do pobrania posłuży do zaprojektowania innych potencjalnych pakietów.
Pierwszy pakiet map, zatytułowany „Stimulus Package”, został wydany najpierw na Xbox Live 30 marca 2010 roku, a na PlayStation Network i komputery osobiste – 4 maja 2010 roku. Zawiera pięć map – „Crash” i „Overgrown” z Call of Duty 4 oraz trzy nowe: „Bailout” umiejscowiony w wielopiętrowym apartamencie, „Storm” w dzielnicy przemysłowej oraz „Salvage” w ośnieżonym złomowisku. W ciągu 24 godzin od wydania został pobrany około miliona razy, a w ciągu tygodnia – 2,5 miliona razy, bijąc rekordy sprzedaży DLC na Xbox Live.
Activision wydał 3 czerwca 2010 roku drugi pakiet map do pobrania, zatytułowany „Resurgence Package”, początkowo jedynie poprzez Xbox Live. Został on wydany 6 czerwca 2010 także przez PlayStation Network i komputery osobiste. Pakiet zawiera pięć dodatkowych map do trybu gry wieloosobowej: „Strike” i „Vacant” z Call of Duty 4 oraz trzy nowe: „Carnival” w opuszczonym parku rozrywki, „Trailer Park” w parku miejskim oraz „Fuel” w rafinerii.

### Komiks
Wyprodukowana została także miniseria komiksów nawiązujących do gry. Zapowiedziany przez Roberta Bowlinga 17 sierpnia 2009 roku, Modern Warfare 2: Ghost skupia się na losach postaci Ghosta, który pojawia się w grze jako członek Task Force 141. Seria została wydana przez WildStorm Productions. Pierwszy numer serii zadebiutował 11 listopada 2009 roku.

## Odbiór gry
Modern Warfare 2 została bardzo pozytywnie przyjęta przez krytykę branżową. Średnia ocen z recenzji według agregatora Metacritic wynosi 94% dla wersji na konsole PlayStation 3 i Xboksa 360, a 85% – dla wersji na komputery osobiste. Również krytycy z gazet spoza branży entuzjastycznie przyjęli grę: Nick Cowen z brytyjskiego dziennika „The Daily Telegraph” chwalił dopracowanie techniczne gry, tryb gry wieloosobowej i sugestywny klimat, polecając grę jako zakup konieczny. Zwrócił uwagę na drastyczność gry, uzasadniając ją jednak mroczną fabułą. Mike Anderiesz również zarekomendował Modern Warfare 2, chwaląc sztuczną inteligencję, zbalansowanie broni i nieustanną akcję, aczkolwiek krytykował krótki czas trwania kampanii.
Wśród krytyków branżowych pochwały zebrał tryb gry wieloosobowej. Mark Bozon z portalu IGN stwierdził, że pod względem zbalansowania rozgrywki jest to najlepsza gra, w jaką grał, a Chris Watters ze strony GameSpot chwalił większą dynamikę walk. Pozytywnie była oceniana również intensywna i zróżnicowana kampania jednoosobowa, jak również tryb Special Ops. Krytycy również za zaletę uznali dopracowaną oprawę audiowizualną, aczkolwiek Maciej Kuc z pisma „CD-Action” narzekał na niską jakość niektórych tekstur i niedopracowaną optymalizację gry w wersji na komputery osobiste. Pojawiły się również głosy, że rozgrywka jest powtarzalna względem poprzednich części serii.
Kontrowersje wzbudziła natomiast fabuła w trybie gry jednoosobowej. Mark Bozon stwierdził, że mimo starań twórców nie da się wyczuć w grze skali prowadzonych walk, a przez luki w scenariuszu fabuła prezentuje poziom z filmów akcji z lat 80. Zdaniem Chrisa Wattersa scena masakry na lotnisku skutecznie zniechęca do wczuwania się w rolę kierowanego żołnierza, a zakończenie jest chaotyczne. Ostrą krytykę fabuły zaprezentował Simon Parkin z portalu Eurogamer, który stwierdził, że gra razi przesadnym eksponowaniem patriotyzmu, a rozwój wydarzeń fabularnych (masakra na lotnisku, wypowiedzenie wojny USA, obrona Waszyngtonu, destrukcja stacji kosmicznej) jest absurdalny; pod tym względem porównał Modern Warfare 2 do filmów Michaela Baya. Scott Alan Marriott ze strony AllGame twierdził, że gra równie wiernie odwzorowuje realia wojenne, jak film 300 – bitwę pod Termopilami. Dla kontrastu Will Tuttle ze strony GameSpy pochwalił grę za opowiadanie historii i nagłe zwroty akcji, a David Ellis z 1UP.com docenił scenę masakry na lotnisku jako szczególne przeżycie.

### Kontrowersje
Część zawartości Modern Warfare 2 wywołała wiele kontrowersji. Głośna była sprawa związana z misją na rosyjskim lotnisku, podczas której gracz może (ale nie musi) dokonać masakry znajdujących się tam cywili. W Rosji 16 listopada 2009 roku tamtejszy rząd ogłosił, że gra w wersji na komputery osobiste została ocenzurowana (wycięto feralną misję), a wersje na konsole Xbox 360 i PlayStation 3 – wycofane ze sklepów. Następnego dnia w oświadczeniu Activision zdementowano informacje na temat cenzury w Rosji. Gra została ocenzurowana w Japonii – w przypadku, gdy gracz strzela do cywili w tamtejszych jej wersjach, misja kończy się niepowodzeniem. W Wielkiej Brytanii kontrowersyjna scena wywołała kłótnię w Izbie Gmin między zwolennikiem cenzury gier Keithem Vazem a jej przeciwnikiem Tomem Watsonem, jak również debatę w BBC One na temat cenzury gier. Modern Warfare 2 spotkała się z krytyką muzułmanów, z drugiej strony zaś uczeni Bobbie Fletcher i James Binns uznali, że tego typu gry nie powinny być cenzurowane, gdyż z założenia są przeznaczone dla dorosłych i powinny być traktowane tak samo jak filmy. Również w Stanach Zjednoczonych etap spotkał się z różnym przyjęciem. Na przykład Vince Horiuchi z dziennika „Salt Lake Tribune” uznał go za pozbawiony dobrego smaku, z kolei Adam Biessener z „Game Informera” stwierdził, że etap masakry na lotnisku stanowi przełom w tworzeniu gier komputerowych.
Kontrowersje wzbudziła również scena typu easter egg podczas misji szkoleniowej, w której dwójka żołnierzy ironizuje na temat obowiązującej w US Army zasady „don’t ask, don’t tell”. Ukazał się również filmik promujący grę, zatytułowany „Fight Against Grenade Spam” (skrót „F.A.G.S.” – słowo fag w języku angielskim jest wulgarnym określeniem homoseksualisty), w którym amerykański bejsbolista Cole Hamels zaprotestował przeciwko występującej w trybie gry wieloosobowej Modern Warfare 2 praktyce zbiorowego rzucania granatów, obrażając stosujących tę taktykę jako homoseksualistów. Te incydenty spowodowały oskarżenie producentów gry o cynizm i homofobię. Kontrowersyjny filmik sparodiowało przedsiębiorstwo Electronic Arts przy okazji premiery własnej gry Battlefield: Bad Company 2.
Burzę branżową wywołało zwolnienie głównych pracowników studia Infinity Ward, Vince’a Zampelli i Jasona Westa, przez szefa Activision Bobby’ego Koticka. West i Zampella zdecydowali się zażądać od Activision odszkodowania w wysokości 36 milionów dolarów za niewypłacenie premii za sukces Modern Warfare 2, uzurpowanie praw do marki Modern Warfare i plany co do tejże marki sprzeczne z planami studia. Konsekwencją polityki Activision były wypowiedzenia umowy przez 18 pracowników Infinity Ward i rozpad integralności studia.

### Problemy techniczne
Po udanym ataku hakerskim Anonymous na PlayStation 3 w styczniu 2011 roku, część posiadaczy Modern Warfare 2 straciło swoje statystyki dotyczące gry. W odpowiedzi Infinity Ward wyraziło bezradność wobec ataku, a jego rzecznik stwierdził, że oczekuje na działania Sony w tej sprawie.

### Nagrody
Modern Warfare 2 otrzymała nagrody różnych stron o grach i organizacji. Zarówno GameSpy, jak i GameTrailers przyznały grze tytuł najlepszej gry roku 2009; GameTrailers wręczył jej łącznie sześć nagród, w tym za rozgrywkę wieloosobową i dla najlepszego first-person shootera. GameSpot i Metacritic dały Modern Warfare 2 nagrodę dla najlepszej gry na Xboksa 360. Gra otrzymała również rekomendacje portalu IGN i pisma „GamePro”. Ponadto Modern Warfare 2 została nagrodzona przez Brytyjską Akademię Sztuk Filmowych i Telewizyjnych tytułem najlepszej komputerowej gry roku, a przez amerykańską Akademię Sztuk i Nauk Interaktywnych – tytułem najlepszej gry akcji roku.
Call of Duty: Modern Warfare 2 znalazła się w zestawieniu pisma „CD-Action” na 2. miejscu na liście najlepszych gier roku, zarazem jednak była na 3. miejscu w zestawieniu największych rozczarowań roku. Redaktorzy pisma tłumaczyli tę sprzeczność tym, że choć gra jest efektowna i perfekcyjnie zrealizowana, to zarazem ma nielogiczny scenariusz i przesadnie nastawioną na efekty specjalne akcję.

### Sprzedaż i przychody
Zgodnie z szacunkami Activision sprzedano około 4,7 miliona egzemplarzy gry Modern Warfare 2 w Stanach Zjednoczonych i Wielkiej Brytanii w ciągu 24 godzin od jej wydania. Całkowite przychody z pierwszego dnia sprzedaży wyniosły tam 310 milionów dolarów amerykańskich, co czyniło ją najlepszym debiutem oprogramowania rozrywkowego w historii. Po pięciu dniach od wydania gra przyniosła dochody w wysokości 550 milionów dolarów na całym świecie, do stycznia 2010 roku zaś przekroczyły one miliard dolarów. Jak wynika z danych Activision, w grudniu 2009 roku – w ciągu pięciu dni od wydania – Modern Warfare 2 miała 8 milionów graczy aktywnych w sieci, natomiast do marca 2010 roku liczba ta miała według Roberta Bowlinga wzrosnąć do 25 milionów graczy. Informacja ta jednak jest sprzeczna z doniesieniem Activision z czerwca 2010 roku, według którego na całym świecie sprzedano około 20 milionów kopii Modern Warfare 2; mimo to gra zdołała pobić rekord sprzedaży w Wielkiej Brytanii i osiągnąć drugi pod względem wielkości w historii wynik sprzedaży w Stanach Zjednoczonych.
Call of Duty: Modern Warfare 2 była w okresie największej sprzedaży celem piractwa, o czym świadczy fakt, iż według serwisu Torrent Freak w roku 2009 pobrano 4,1 miliona nielegalnych kopii gry.